# Moreira Sales
Moreira Sales este un oraș în Paraná (PR), Brazilia.